# Peter Grigg
Peter Clive Grigg (Millaa Millaa, 20 luglio 1958) è un ex rugbista a 15 australiano, tre quarti ala del Queensland e degli Wallabies negli anni ottanta.

## Biografia
Proveniente, a livello di club, dal Townsville, esordì nel 1977 per la rappresentativa maggiore del Queensland, per cui disputò in totale 106 incontri.
In Nazionale maggiore esordì nel 1980 a Sydney contro la Nuova Zelanda e nel 1984 fu presente in due dei quattro incontri del tour nelle Isole Britanniche nel corso del quale l'Australia conquistò il suo primo Grande Slam contro le quattro Home Nation.
Tre anni più tardi prese parte alla Coppa del Mondo di rugby 1987, competizione nel corso della quale disputò il suo ultimo incontro internazionale, la finale per il terzo posto persa contro il Galles.
Dopo il ritiro si è dedicato ad attività imprenditoriali e di rappresentanza, e fa parte dello staff tecnico della sezione rugbistica dell'università di Melbourne.